# Гамблен, Жак
Жак Гамблен (фр. Jacques Gamblin;  16 ноября 1957, Гранвиль, Франция) — французский актёр кино, театра и телевидения.

## Биография
Жак Гамблен родился 16 ноября 1957 года в Гранвиле, приморском курортном городке в Нормандии в бухте Мон-Сен-Мишель с населением около 10 000 человек. Его родители, Жаклин Гросс и Жан Гамблен, владели магазином скобяных изделий.
В детстве Жак не мечтал стать актёром, но в 17 лет, во время каникул, он прошёл краткие театральные курсы для того, чтобы стать воспитателем в летнем лагере. По словам Гамблена, для него это был шок: в театре он открыл для себя «лучший мир». Позже он познакомился с Юбером Ленуаром, директором Театр дю Тотем в Сен-Брие, в котором в то время работал молодой театральный коллектив. Ленуар предложил Гамблену поработать в театре техником. Через два года Жак стал актёром и сыграл три-четыре роли, ещё через год он ушёл из театра, чтобы освоить плотницкое дело. Однако вскоре он вернулся в театр.
Гамблен работал в Théâtre de l’Instant в Бресте, а затем в Théâtre Quotidien в Лорьяне, где играл в «Сиде» у Пьера Дебоша. С «Сидом» он гастролировал по Ближнему Востоку, а затем эту же роль исполнял в Театре де Амандье в Нантере. Здесь Жака заметил Клод Йерсен и нанял в качестве постоянного сотрудника Канской комедии, которой в то время руководил Мишель Дюбуа. Гамблен пробыл там два года и сыграл в четырёх спектаклях, в том числе L'étang Gris Даниэля Беснеарда и «Двойном непостоянстве» Мариво.
В кино дебютировал в 1985 году в криминальной драме Роже Анена «Адский поезд».
В начале 1990-х Гамблен получил свою первую главную роль в кинематографе — в картине Клода Лелуша «Были дни… и луны» он исполнил роль мужа Каролин. Сотрудничество с Лелушем продолжилось его работой в кассовом хите «Всё это? за это?!!». Известным же Гамблен стал после «Вечернего прикида» (1996) Габриэля Агиона.
Жак Гамблен написал несколько пьес, в том числе Quincaillerie и Le Toucher de la hanche (1997). 28 ноября 2015 года, через две недели после террористических актов в Париже, Гамблен выступил на Parlement sensible des écrivains с речью Mon climat. Он повторил её 28 сентября 2019 года на фестивале Utopia: Point Zéro 28 сентября 2019 года в Винье-ле-Бретань.

## Избранная фильмография
- Отверженные (1995) — церковный староста
- Мужчина моей жизни (1996) —  клиент
- Среди лжи (1999) —  Рене Стерн
- Забытые девушки (2007) —  Кристиан Жанвье
- Беллами (2009) — Ноэль Жентиль / Эмиль Лолле / Дени Лапренс
- Дом. История путешествия (2009) — рассказчик
- Имена людей (2010) — Артюр Мартен
- Слепой (2012) — инспектор Лассаль
- Парижский отсчёт (2013) — Артюр Мартен
- Идеальный дворец Фердинана Шеваля (2018) — Фердинан Шеваль
- Тигр и президент (2022) — Поль Дешанель

## Награды и номинации
1999
- Кинофестиваль в Кабуре — приз за лучшую мужскую роль  («Дети природы»)

2002
- Берлинский кинофестиваль — Серебряный медведь за лучшую мужскую роль  («Пропуск»)

На счету Гамблена также три номинации на высшую кинонаграду Франции «Сезар» без единой победы (1997, 2002, 2009).